# Bye Bye Mr. Mug
「Bye Bye Mr. Mug」（バイ バイ ミスター マグ）は、1997年9月21日に発売されたthe brilliant greenのデビュー・シングル。発売元はソニーレコード。

## 解説
全曲英語詞。ミニアルバムのような構成になっており、現在でも全曲オリジナルアルバム未収録である。
デビュー・シングルであるが、発売当時の知名度は低く、最高位69位は「冷たい花」の発売直後にチャートを上昇し記録したものである。
発売から10年経ち、ようやくA面の「Bye Bye Mr. Mug」が『complete single collection '97-'08』に収録された。
ジョビジョバ出演のフジテレビ深夜バラエティ、さるしばいのエンディングテーマでもあった。

## 収録曲
| #  | タイトル             | 作詞     | 作曲     | 編曲                |
| -- | -------------------- | -------- | -------- | ------------------- |
| 1. | 「Bye Bye Mr. Mug」  | 川瀬智子 | 奥田俊作 | the brilliant green |
| 2. | 「sunny mood shirt」 | 川瀬智子 | 松井亮   | the brilliant green |
| 3. | 「love baby」        | 川瀬智子 | 奥田俊作 | the brilliant green |
| 4. | 「GREEN WOOD DIARY」 | 川瀬智子 | 奥田俊作 | the brilliant green |

## 収録アルバム
- complete single collection '97-'08 (#1)
- THE SWINGIN' SIXTIES